# 鹿児島県信用漁業協同組合連合会
鹿児島県信用漁業協同組合連合会（かごしまけんしんようぎょぎょうきょうどうくみあいれんごうかい）は、鹿児島県鹿児島市に本店を置いていた、鹿児島県内の漁業協同組合の信用事業を統括する県域漁協系金融機関であり、県内漁業協同組合を会員とする。通称は「JF鹿児島しんぎょれん」。統一金融機関コードは9495。

## 沿革
- 1951年10月 - 設立。
- 2005年10月 - 1県1信用事業責任体制を構築させ、各漁協が個別に行ってきた信用事業を全て信漁連の店舗として移管。
- 2021年4月 - 本会とともに九州各地の信漁連が統合され、九州信用漁業協同組合連合会となり、消滅。

## 店舗所在地
県内各地に本支店・営業店を合わせて9ヶ店を構えていた。ここでは統括店舗である本支店のみ掲載する（括弧内は店舗コード）。
- 本店（001）/鹿児島県鹿児島市鴨池新町11-1 鹿児島県水産会館内　（現在は九州信漁連 鹿児島統括支店。2023年に高麗町に移転）
- 枕崎支店（090）/鹿児島県枕崎市折口町66　（現在は九州信漁連 枕崎支店）
- 東町支店（330）/鹿児島県出水郡長島町鷹巣1769-1　（現在は九州信漁連 東町支店）
- 垂水支店（380）/鹿児島県垂水市海潟643-6　（現在は九州信漁連 垂水支店）